# 더 이상은 못 참아
《더 이상은 못 참아》는 2013년 8월 5일부터 2014년 1월 9일까지 방영된 JTBC 일일연속극로, 부모 세대의 황혼이혼이라는 소재를 중심으로 가족들 간에 벌어지는 사건들을 인간의 심리적 측면과 교감을 통해 가족 간의 사랑과 화해를 그렸다.

## 등장 인물

### 주요 인물
- 백일섭 : 황종갑(72세) 역
- 선우용녀 : 길복자(70세) 역
- 이영은 : 황선주(32세) 역 - 종갑과 복자의 늦둥이 막내딸, 중학교 영어교사
- 김진우 : 조성우 역 - 선주의 남편, 중학교 사회교사

### 첫째 선애네
- 오영실 : 황선애(50세) 역 - 종갑과 복자의 큰딸. 남편의 외도로 이혼하였으나 교통사고로 사망함.
- 김형일 : 박창수(55세) 역 - 선애의 후배 선애의 1996년 38세 늦게 결혼 2007년 이혼 전남편. 애희와의 불륜으로 이혼하고, 이후 전처의 사망하면서 애희와도 이혼함.
- 민지영 : 진애희 역 - 창수의 아내. 미혼모로 불륜남 창수와 결혼하지만 선애의 사망 후 자신의 딸과 갈등으로 창수와 이혼함. 병으로 사망.
- 이열음 : 박은미(17세) 역 - 선애와 창수의 딸
- 박창익 : 박은수(15세) 역 - 선애와 창수의 아들
- 최지원 : 윤소현(6세) 역 - 애희의 딸. 백혈병을 앓았으나 완치됨.

### 둘째 선호네
- 선우재덕 : 황선호(46세) 역 - 종갑과 복자의 장남
- 방은희 : 유정숙 역 - 선호의 아내
- 김영재 : 황재민(19세) 역 - 선호와 정숙의 외아들, 헬스장에서 만난 연상녀 세용과 혼인하였다.

### 셋째 강호네
- 김성민 : 황강호(40세) 역 - 종갑과 복자의 차남, 아내와 같이 아버지 소유의 상가에서 분식집 일하고 있다.
- 안연홍 : 노영희 역 - 강호의 아내, 남편과 같이 분식집 일을 하고 있다.
- 조민아 : 황진주(12세) 역 - 강호와 영희의 외동딸, 초등학교 5학년

### 그 외 인물
- 홍여진 : 이낙복 역 - 선주의 시어머니
- 김소영 : 주세용 역 - 황재민의 예비 아내, 재민과 헬스장에서 스승-제자로 만났으나 사랑으로 발전하였다.
- 박영지 : 오만봉 역 - 복자의 계약 남편, 복자와 광고로 만난 사이이며 신사적인 성격이다.
- 박그리나 : 오승리 역 - 만봉의 딸, 성우와 고교 동창으로 아이가 있는 돌싱녀이다.
- 김현준 : 홍복규 역 - 의대생
- 한승현 : 윤지현 역 - CF 감독
- 이대로 : 할아버지 역 - 애희의 전 남편, 소현의 친아버지
- 민우기 : 고급차 주인 역
- 주효만 : 종갑의 지인 역
- 이석구
- 정명준
- 정병철
- 변정현
- 마성민
- 이규섭
- 김민호
- 윤종원
- 박선준

## 시청률
아래의 파란색 숫자는 '최저 시청률'이고, 빨간색 숫자는 '최고 시청률'입니다. AGB 전국 시청률입니다.
| 2013년  | 2013년    | 2013년 |
| 회차    | 방송일    | 시청률 |
| ------- | --------- | ------ |
| 제1회   | 8월 5일   | 1.255% |
| 제2회   | 8월 6일   | 1.219% |
| 제3회   | 8월 7일   | 1.427% |
| 제4회   | 8월 8일   | 1.039% |
| 제5회   | 8월 9일   | 1.213% |
| 제6회   | 8월 12일  | 1.112% |
| 제7회   | 8월 13일  | 1.331% |
| 제8회   | 8월 14일  | 0.899% |
| 제9회   | 8월 15일  | 1.378% |
| 제10회  | 8월 16일  | 1.520% |
| 제11회  | 8월 19일  | 1.336% |
| 제12회  | 8월 20일  | 1.393% |
| 제13회  | 8월 21일  | 1.305% |
| 제14회  | 8월 22일  | 1.194% |
| 제15회  | 8월 23일  | 1.015% |
| 제16회  | 8월 26일  | 1.153% |
| 제17회  | 8월 27일  | 1.373% |
| 제18회  | 8월 28일  | 1.266% |
| 제19회  | 8월 29일  | 1.325% |
| 제20회  | 8월 30일  | 1.373% |
| 제21회  | 9월 2일   | 1.434% |
| 제22회  | 9월 3일   | 1.566% |
| 제23회  | 9월 4일   | 1.287% |
| 제24회  | 9월 5일   | 1.411% |
| 제25회  | 9월 6일   | 1.171% |
| 제26회  | 9월 9일   | 1.589% |
| 제27회  | 9월 10일  | 1.664% |
| 제28회  | 9월 11일  | 1.363% |
| 제29회  | 9월 12일  | 1.475% |
| 제30회  | 9월 13일  | 1.188% |
| 제31회  | 9월 16일  | 1.908% |
| 제32회  | 9월 17일  | 1.751% |
| 제33회  | 9월 18일  | 1.151% |
| 제34회  | 9월 19일  | 1.078% |
| 제35회  | 9월 20일  | 1.203% |
| 제36회  | 9월 23일  | 1.826% |
| 제37회  | 9월 24일  | 1.710% |
| 제38회  | 9월 25일  | 1.101% |
| 제39회  | 9월 26일  | 1.395% |
| 제40회  | 9월 27일  | 1.633% |
| 제41회  | 9월 30일  | 1.744% |
| 제42회  | 10월 1일  | 1.524% |
| 제43회  | 10월 2일  | 1.293% |
| 제44회  | 10월 3일  | 1.922% |
| 제45회  | 10월 4일  | 1.591% |
| 제46회  | 10월 7일  | 1.889% |
| 제47회  | 10월 8일  | 1.658% |
| 제48회  | 10월 9일  | 1.552% |
| 제49회  | 10월 10일 | 1.922% |
| 제50회  | 10월 11일 | 1.523% |
| 제51회  | 10월 14일 | 1.928% |
| 제52회  | 10월 15일 | 1.601% |
| 제53회  | 10월 16일 | 1.595% |
| 제54회  | 10월 17일 | 1.557% |
| 제55회  | 10월 18일 | 1.729% |
| 제56회  | 10월 21일 | 1.576% |
| 제57회  | 10월 22일 | 1.524% |
| 제58회  | 10월 23일 | 1.430% |
| 제59회  | 10월 24일 | 1.947% |
| 제60회  | 10월 25일 | 1.668% |
| 제61회  | 10월 28일 | 1.911% |
| 제62회  | 10월 29일 | 1.530% |
| 제63회  | 10월 30일 | 1.537% |
| 제64회  | 10월 31일 | 1.406% |
| 제65회  | 11월 1일  | 1.351% |
| 제66회  | 11월 4일  | 1.992% |
| 제67회  | 1월 5일   | 1.829% |
| 제68회  | 1월 6일   | 2.024% |
| 제69회  | 1월 7일   | 2.126% |
| 제70회  | 11월 8일  | 2.087% |
| 제71회  | 11월 11일 | 2.091% |
| 제72회  | 11월 12일 | 2.032% |
| 제73회  | 11월 13일 | 1.904% |
| 제74회  | 11월 14일 | 1.744% |
| 제75회  | 11월 15일 | 1.373% |
| 제76회  | 11월 18일 | 1.846% |
| 제77회  | 11월 19일 | 1.922% |
| 제78회  | 11월 20일 | 1.432% |
| 제79회  | 11월 21일 | 1.970% |
| 제80회  | 11월 22일 | 1.776% |
| 제81회  | 11월 25일 | 1.830% |
| 제82회  | 11월 26일 | 1.763% |
| 제83회  | 11월 27일 | 1.734% |
| 제84회  | 11월 28일 | 2.105% |
| 제85회  | 11월 29일 | 1.993% |
| 제86회  | 12월 2일  | 1.952% |
| 제87회  | 12월 3일  | 1.919% |
| 제88회  | 12월 4일  | 2.054% |
| 제89회  | 12월 5일  | 1.964% |
| 제90회  | 12월 6일  | 1.556% |
| 제91회  | 12월 9일  | 1.918% |
| 제92회  | 12월 10일 | 1.757% |
| 제93회  | 12월 11일 | 1.751% |
| 제94회  | 12월 12일 | 1.711% |
| 제95회  | 12월 13일 | 1.636% |
| 제96회  | 12월 16일 | 1.903% |
| 제97회  | 12월 17일 | 2.172% |
| 제98회  | 12월 18일 | 1.846% |
| 제99회  | 12월 19일 | 1.871% |
| 제100회 | 12월 20일 | 1.780% |
| 제101회 | 12월 23일 | 2.223% |
| 제102회 | 12월 24일 | 1.969% |
| 제103회 | 12월 25일 | 2.233% |
| 제104회 | 12월 26일 | 1.931% |
| 제105회 | 12월 27일 | 2.295% |
| 2014년  |           |        |
| 제106회 | 1월 2일   | 2.132% |
| 제107회 | 1월 3일   | 2.181% |
| 제108회 | 1월 6일   | 2.041% |
| 제109회 | 1월 7일   | 2.022% |
| 제110회 | 1월 8일   | 1.985% |
| 제111회 | 1월 9일   | 2.262% |

## 참고 사항
- 2010년 해당 드라마의 제작사 JS픽처스와 전속계약을 맺은 서영명 작가는, 25회가 방영되며 대본은 32회까지 집필이 끝나 있는 상태였던 2013년 9월 6일 제작사로부터 집필계약 해지 통보를 받았다. 방영 이후 대본 송고가 늦다는 것이 이유였는데, 32회 극본을 끝으로 물러나야 했으며 이 과정에서 서 작가는 제작사와 방송사를 상대로 손해배상 소송을 제기하였다.[2].
- 드라마 대본에서 죽음을 맞은 길복자(선우용녀)를 작가의 허락 없이 살려낸 제작사에게는 "작가의 저작 인격권을 침해했다"며 배상 판결이 내려졌다. 재판부는 제작사에게 위자료 500만원을 지급하라고 주문하였으며, 바뀐 촬영분을 방영하고 홈페이지에 서 작가의 이름을 한동안 게재한 방송사도 '작가의 명예를 훼손했다'는 법원 판단으로 위자료 500만원을 물게 됐다. 또한, 제작사는 집필 계약대로라면 지급해야 했던 원고료 2억 8,000여만 원 역시 배상해야 했다.[3]
- 불미스러운 일로 중도하차한 서영명 작가는 해당 작품에 앞서 MBN에서 방영될 예정이었던 <부부싸움 종결자>를 집필할 예정이었지만[4] MBN의 제작 포기로 편성이 무산됐다.